# Símbolos de la provincia de Málaga

Bandera provincial de Málaga

Los símbolos de la provincia de Málaga son regulados por la Diputación Provincial de Málaga y son el escudo y la bandera.

## Escudo

Escudo de la provincia de Málaga

El escudo oficial de la Provincia de Málaga está dividido en dos cuarteles:
- La partición derecha del escudo (la izquierda a la vista) está compuesta por los elementos del escudo de la ciudad de Málaga:

En campo de gules (rojo), unas peñas cimadas de una villa acompañada de un puerto en lo bajo, al natural, todo sobre ondas de mar de plata y azur; en cantón diestro de jefe, los patronos afrontados, al natural, con resplandores de oro, con manto de azur y túnica de oro, así como el sobrecuello de Santa Paula. Bordura partida de sínople (verde) y púrpura, cargada con cuatro haces de cinco flechas empuñadas por un yugo todo ello de plata y un ramo del mismo metal (color), alternandos.
- La partición de la izquierda fue incorporada al escudo provincial durante la II República consiste en un campo de oro con seis fajas (franjas) de gules. Las franjas (de oro y de gules) representan los doce partidos judiciales de la Provincia, sin contar la ciudad de Málaga.

El timbre, corona real española, abierta y sin diademas (corona real antigua) con los florones que difieren de los habituales. El escudo figura sobre pergamino y el todo rodeado por una cinta cargada con el lema «La primera en el peligro de la Libertad, la muy Noble, muy Leal, muy Hospitalaria, muy Benéfica y siempre Denodada Ciudad de Málaga» escrito en letras de sable.

### Antecedentes del escudo
No existe documentación sobre el escudo que representa a la Provincia de Málaga anterior a 1922 ya que un amplio volumen del fondo del Archivo de la Diputación quedó destruido en un incendio ocurrido en la madrugada del 25 al 26 de abril de dicho año. La búsqueda en el Archivo Histórico Nacional por parte de un grupo de expertos e investigadores resultó también infructuosa. 
Se sabe que en 1926 la Corporación encarga al pintor José Moreno Carbonero que diseñe las dalmáticas de los maceros en las que figura el escudo de la provincia. En definitiva, se constituye a partir del escudo de la ciudad al que se le añade una orla con los escudos representativos de los partidos judiciales. Esta fórmula era muy recurrente en el diseño de escudos provinciales españoles, de una manera similar fueron diseñados el escudo provincial de Sevilla o el de la provincia de Cádiz, entre otros.
Posteriormente, el Ayuntamiento de Málaga prescinde en su escudo del cuartel situado en el ángulo superior derecho donde estaban representadas las ondas del mar (en azul plata), situadas al pie de la muralla dándole un tratamiento paisajístico. La Diputación modificó entonces el cuartel representativo de las ondas del mar y lo sustituyó por 12 barras en colores rojo y dorado, que representan a los doce partidos judiciales (sin contar con el de Málaga capital). Esta modificación llevada a cabo en tiempos de la II República se atribuye al pintor Luís Ramos Rosas.

Contraseña marítima de la provincia marítima de Málaga

## Bandera
La bandera provincial cuelga en los edificios oficiales de la Diputación Provincial de Málaga junto a la bandera de España y la de Andalucía y data de enero de 1978, siendo presidente de esta institución Joaquín Jiménez Hidalgo. 
Su diseño está basado en la bandera de la provincia marítima de Málaga. Su forma y colores son fondo blanco con el escudo en el centro y una cenefa azul celeste en el contorno (de una anchura correspondiente a un quinto de la altura de la bandera).

Logotipo

## Otros: logotipo de la Diputación
Desde 2004, el logo de la Diputación de Málaga está formado por una letra M mayúscula y una onda, ambos en color azul sobre el lema «málaga.es diputación».